# 残疾人奥林匹克运动会
，簡稱帕運會、帕運、帕奧，是一項為身心障礙者而舉辦的綜合型國際體育賽事，由國際帕拉林匹克委員會（IPC）主辦。參賽者包括移動障礙、截肢、失明、腦性麻痺等帶有身心障礙的運動員。1960年起開始舉辦夏季帕運、1976年開始舉辦冬季帕運，兩者的舉辦時程分別於1988年及1992年起與奧林匹克運動會同步，包括在同一個主辦城市以及在奧林匹克運動會閉幕後的一個月內舉行。

## 名稱
Paralympic的詞源最初據說是由Paraplegia（因脊髓損傷等導致下半身不遂者）+ Olympic（奧林匹克）所組成。據IPC稱，「Paralympic」一詞的使用最初確認見於1953年英國一家報紙的頭版頭條，用於代指運動會（Stoke Mandeville Games），但名稱的由來不明。
史托克曼戴維爾運動會在每屆比賽中都可能被賦予一個「暱稱」，在1976年多倫多的賽事上，使用了諸如「Olympiad for the Physically Disabled」（身障者奧林匹克運動會）、「Torontolympiad」之類的名稱，因為除了脊髓損傷者外，亦有視力受損及截肢的運動員參賽。
1985年，國際奧委會（IOC）正式批准使用「Paralympic」作為賽事名稱。 同時，由於本次賽事已有下半身不遂以外的身障者參加，賽事名稱的含義重新詮釋為「希臘語的Para（在⋯⋯旁邊，英語「平行」的語源）加上Olympic」，乃平行於奧運的「另一個奧運」。隨之，「Paralympic」成為1988年漢城帕運的正式名稱，1960年羅馬（第一屆）以後的賽事亦溯及以「Paralympic」表示。
中文方面，僅有台灣將Paralympic以音譯譯作「帕拉林匹克運動會」，其他地區皆稱「殘疾人奧林匹克運動會」。其中，台灣原將Paralympic稱作「殘障奧運」，後來在身心障礙者與社會各界的呼籲下，於2004年改以音譯稱作「帕拉林匹克運動會」，以顧及身心障礙者感受。

## 歷史
經歷了第一次世界大戰和第二次世界大戰之後，全球出現了不少殘障軍民，一次大戰結束後，復健治療漸漸被重視，為了減少因為肢體傷殘所帶來的影響，這些殘障者開始接受體能訓練，從運動中幫助復健以及恢复自信。
1948年，一位醫生路德維希·古特曼在英格蘭為二次大戰時的脊髓損傷軍人組織了一個運動競賽團體，在倫敦奧運開幕當天於史托克·曼戴維爾醫院舉行了首次的史托克曼戴維爾運動會，這被認為是帕運會的起源，四年之後，荷蘭開始有參加者加入了這運動會。
第一屆帕拉林匹克運動會於1960年在羅馬舉行，僅400多名運動員參加，2000年悉尼殘奧會中，已經有超過4,000名運動員參加。2012年共164個國家以及地區參與，運動員人數為4,302人。
需要注意的是，國際残疾人奥林匹克委員會於2001年6月19日和國際奧林匹克委員會簽署協議，授權由國際奧林匹克委員會決定主辦權誰屬；另一方面，一旦獲選為奧林匹克運動會主辦城市必須兼辦残疾人奥林匹克運動會，即同時獲得奧林匹克運動會及残疾人奥林匹克運動會兩個運動會之主辦權。而且在奧運結束後必須在幾個星期內完成殘奧會的大小事務，以趕上殘奧會的開幕儀式。

## 象徵
大會象徵的標誌（帕拉林匹克運動會標誌）分別以紅、藍、綠代表人類最重要的3個構成要素「心靈、身體、精神」。

1988年 − 1994年
1994年 − 2004年
2004年 ― 2019年
2019年以後

## 歷屆舉辦地
現時，夏季與冬季帕運會舉辦地大多与一般奧運相同。

### 夏季帕運會
| 年份   | 屆次  | 主办國家及城市                   |
| ------ | ----- | -------------------------------- |
| 1960年 | I     | 義大利 羅馬                      |
| 1964年 | II    | 日本 東京                        |
| 1968年 | III   | 以色列 特拉維夫                  |
| 1972年 | IV    | 联邦德国 海德堡                  |
| 1976年 | V     | 加拿大 多倫多                    |
| 1980年 | VI    | 荷蘭 阿納姆                      |
| 1984年 | VII   | 美国 紐約 · 英国 斯托克·曼德維爾 |
| 1988年 | VIII  | 漢城                             |
| 1992年 | IX    | 西班牙 巴塞羅納和馬德里          |
| 1996年 | X     | 美国 亞特蘭大                    |
| 2000年 | XI    | 悉尼                             |
| 2004年 | XII   | 希腊 雅典                        |
| 2008年 | XIII  | 中国 北京                        |
| 2012年 | XIV   | 英国 倫敦                        |
| 2016年 | XV    | 巴西 里約熱內盧                  |
| 2020年 | XVI   | 日本 東京                        |
| 2024年 | XVII  | 法國 巴黎                        |
| 2028年 | XVIII | 美国 洛杉磯                      |
| 2032年 | XIX   | 布里斯本                         |

### 冬季帕運會
| 年份   | 屆次 | 主办國家及城市             |
| ------ | ---- | -------------------------- |
| 1976年 | I    | 瑞典 恩舍尔兹维克          |
| 1980年 | II   | 挪威 耶盧                  |
| 1984年 | III  | 奥地利 因斯布魯克          |
| 1988年 | IV   | 奥地利 因斯布魯克          |
| 1992年 | V    | 法國 阿爾貝維爾            |
| 1994年 | VI   | 挪威 利勒哈默爾            |
| 1998年 | VII  | 日本 長野                  |
| 2002年 | VIII | 美国 鹽湖城                |
| 2006年 | IX   | 義大利 都靈                |
| 2010年 | X    | 加拿大 溫哥華              |
| 2014年 | XI   | 俄羅斯 索契                |
| 2018年 | XII  | 平昌                       |
| 2022年 | XIII | 中国 北京                  |
| 2026年 | XIV  | 義大利 米蘭-科爾蒂納丹佩佐 |
| 2030年 | XV   | 法國 阿爾卑斯山            |
| 2034年 | XVI  | 美国 鹽湖城                |

## 外部連結
- 官方網站 （页面存档备份，存于）（英文）